# Ivan Meštrović
Ivan Meštrović kiejtéseⓘ (Vrpolje, 1883. augusztus 25. – South Bend, Indiana, Amerikai Egyesült Államok, 1962. január 16.) horvát szobrász és építész.
Ivan Meštrović Horvátország és az egykori Jugoszlávia legnagyobb, világhírű szobrásza, számos jugoszláv, horvát és szerb témájú, valamint keresztény ihletettségű szobor készítője. A bécsi képzőművészeti akadémián végzett. Tanított a zágrábi, az egyesült államokbeli Syracuse-i (1947) és South Bend-i (1955) képzőművészeti akadémiákon.

## Élete
Ivan Meštrović a szlavóniai Vrpolje faluban született. (Szülei dalmáciaiak voltak, akik mezőgazdasági idénymunkán tartózkodtak Szlavóniában). Gyerekkorát a dalmáciai szárazföldön fekvő Otavice faluban töltötte. Az ekkor magába szívott epikus költészet, a népdalok és a történelmi balladák késztették arra, hogy kő- és fafaragványokat készítsen. Vallásos család gyermeke lévén, állítólag a Bibliából tanult meg olvasni.
Tizenhat éves korában egy spliti kőfaragó, Pavle Bilinić figyelt föl tehetségére, aki inasként magával is vitte. Művészi készségeit a város épületeinek tanulmányozásával és Bilinić feleségének, egy középiskolai tanárnőnek a kezei alatt fejlesztette. Nemsokára talált egy bécsi bányatulajdonost, aki fizette az ifjú tehetség költségeit, hogy a császárváros Művészeti Akadémiáján tanulhasson. Az alapoktól kellett megtanulnia németül, de végül sikeresen befejezte tanulmányait.
Első, a bécsi Szecessziós Csoporttal közös kiállítására 1905-ben került sor. Az itt kiállított munkáit ez a stílusirányzat hatotta át. Meštrović, aki 1904-ben elvette Ruža Kleint, hamar népszerű művésszé vált. Műveit továbbra is bemutatta a Wiener Sezession tárlatain, a londoni Earl's Courtban rendezett osztrák kiállításon, valamint Münchenben, Velencében és Párizsban. Párizsi bemutatkozása során felfigyelt rá Auguste Rodin, akinél tanult is egy ideig. Tevékeny részt vállalt a horvát művészet fejlesztésében. (A mozgalom betetőzése az 1910. évi zágrábi kiállítás volt.)
1908-ban Párizsba költözött. Itt készült szobrai világhírűvé tették. 1911-ben Belgrádba, majd nemsokára Rómába költözött, ahol az 1911-es világkiállításon a szerb pavilon elkészítéséért nagydíjas lett. Az olasz fővárosban eltöltött négy év alatt az ókori görög szobrászatot tanulmányozta.
1914-ben, a szarajevói merényletet követően Velencén keresztül vissza akart térni Splitbe, de az osztrák-magyar hatóságokkal szemben kifejtett politikai tevékenysége következtében érkezett fenyegetések miatt letett az útról. (Meštrović a szeparatista Jugoszláv Bizottság tagja volt.)

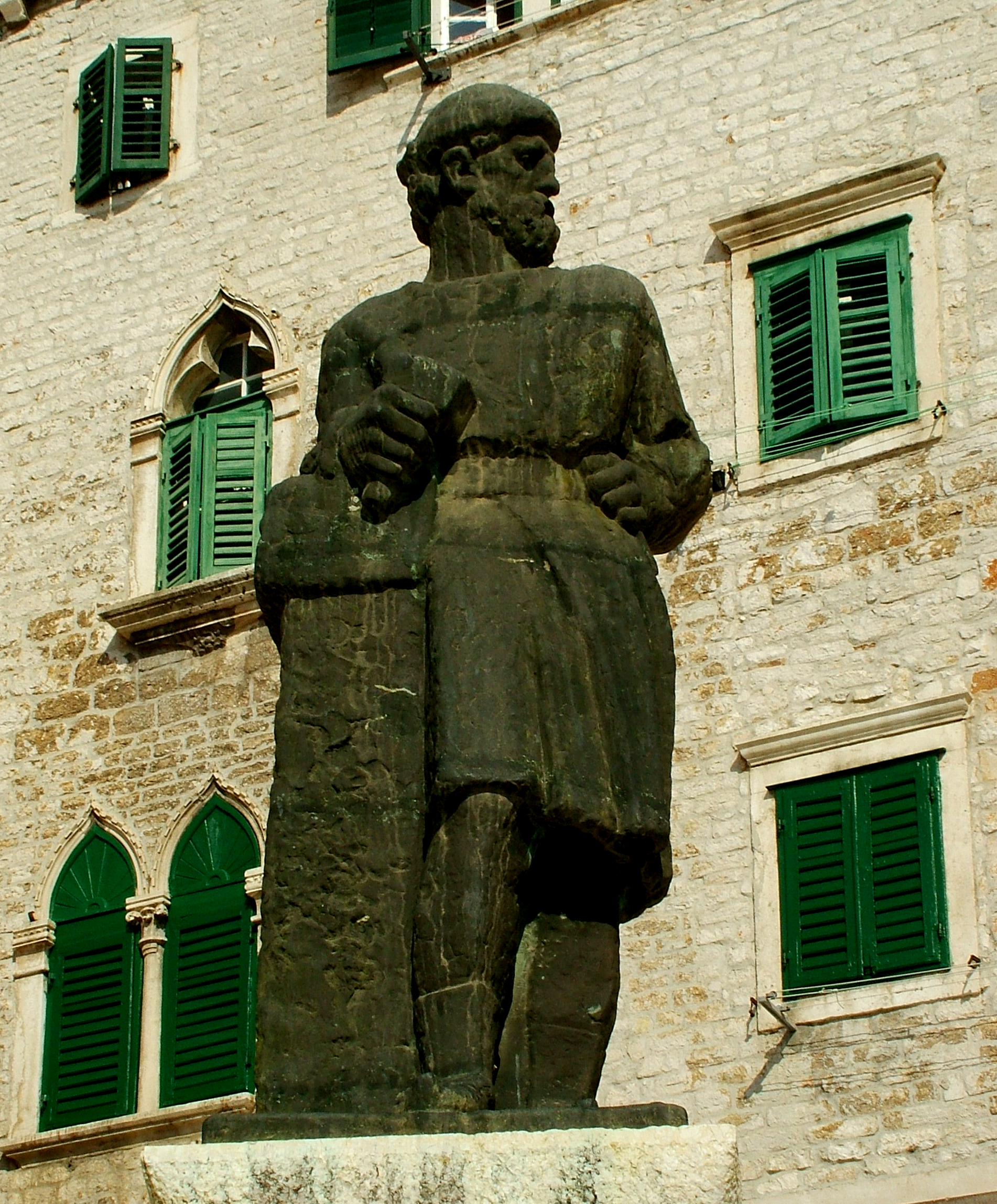
Sibenik: J. Dalmatinac szobra

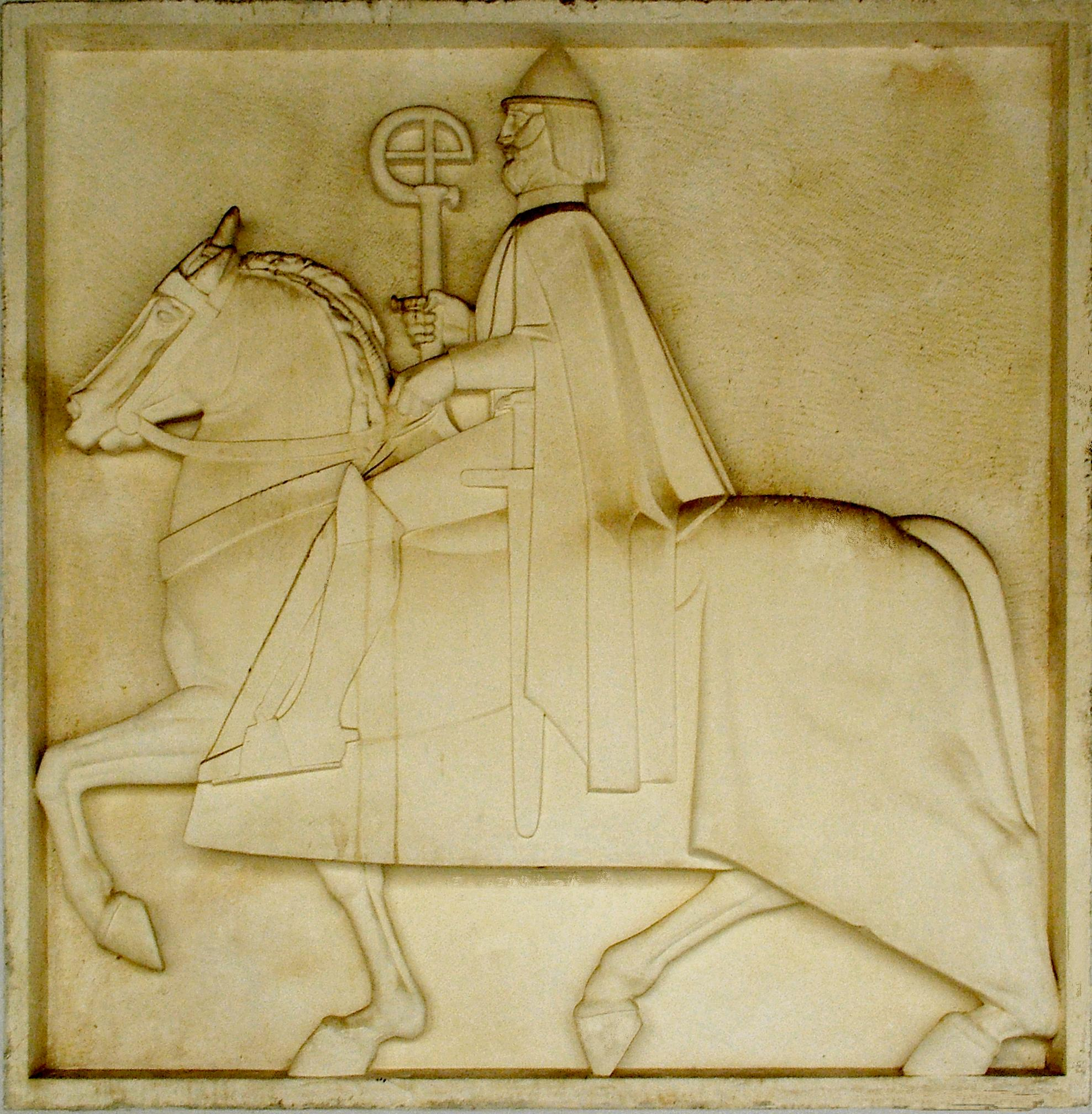
Trogir: Tomiszláv (Beriszló Péter) püspök és horvát bán reliefje

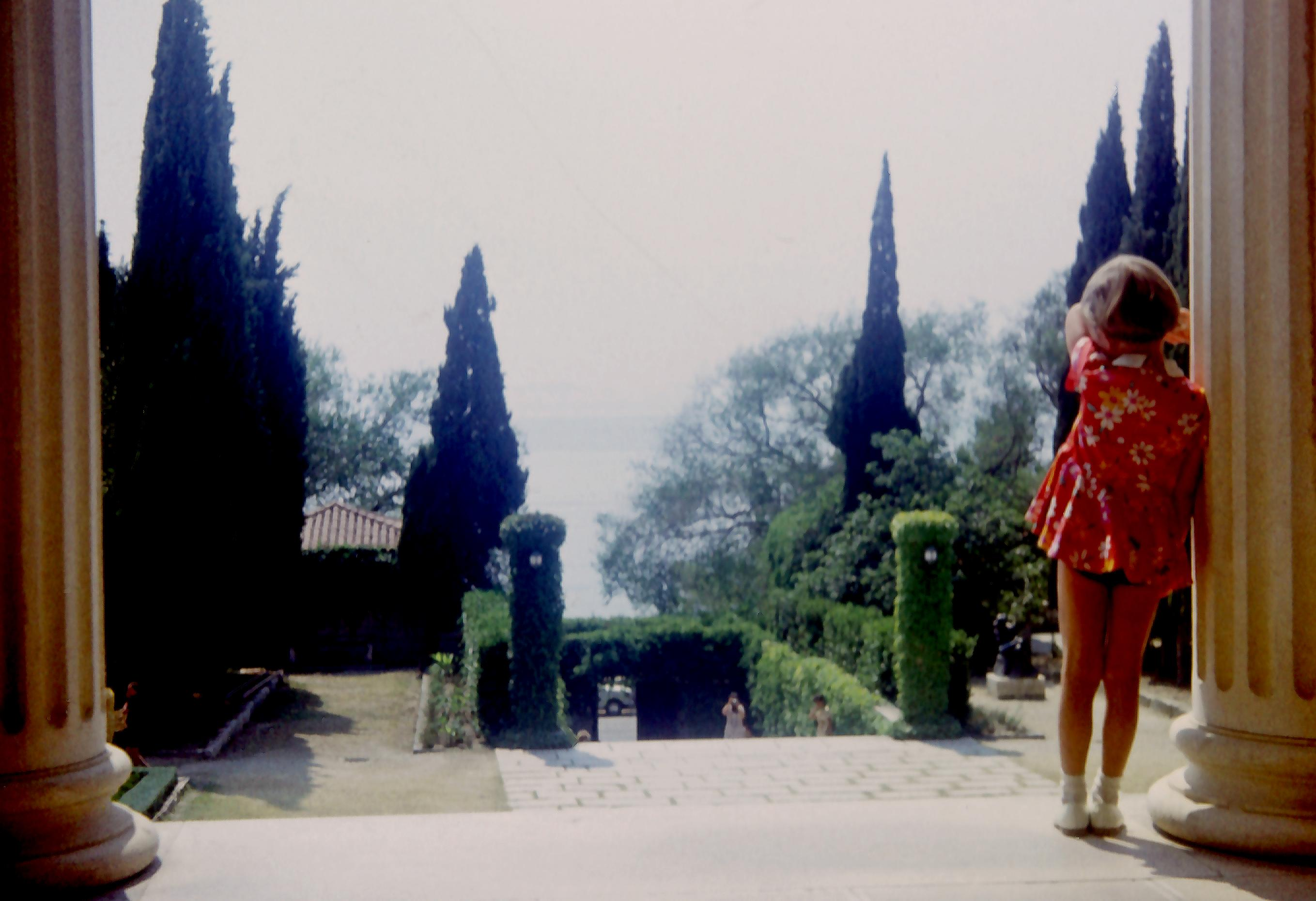
Split: Mestrovic-Galéria parkja

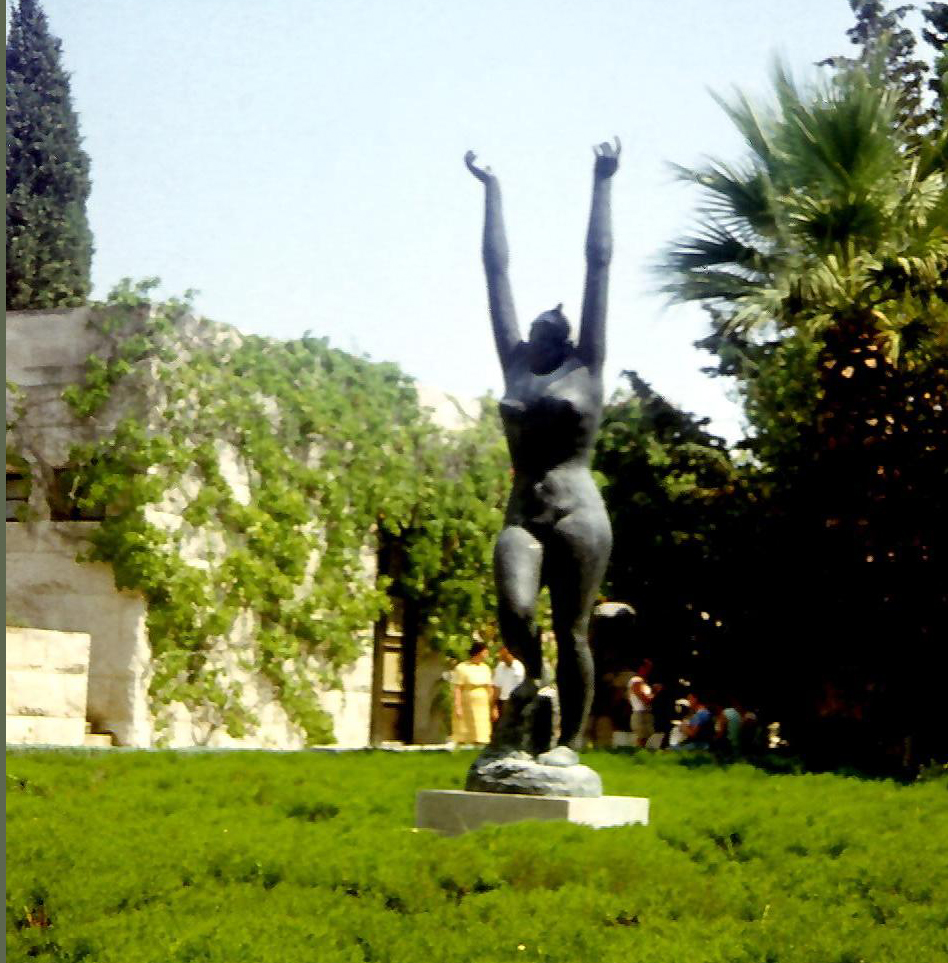
Split: Mestrovic-Galéria parkja

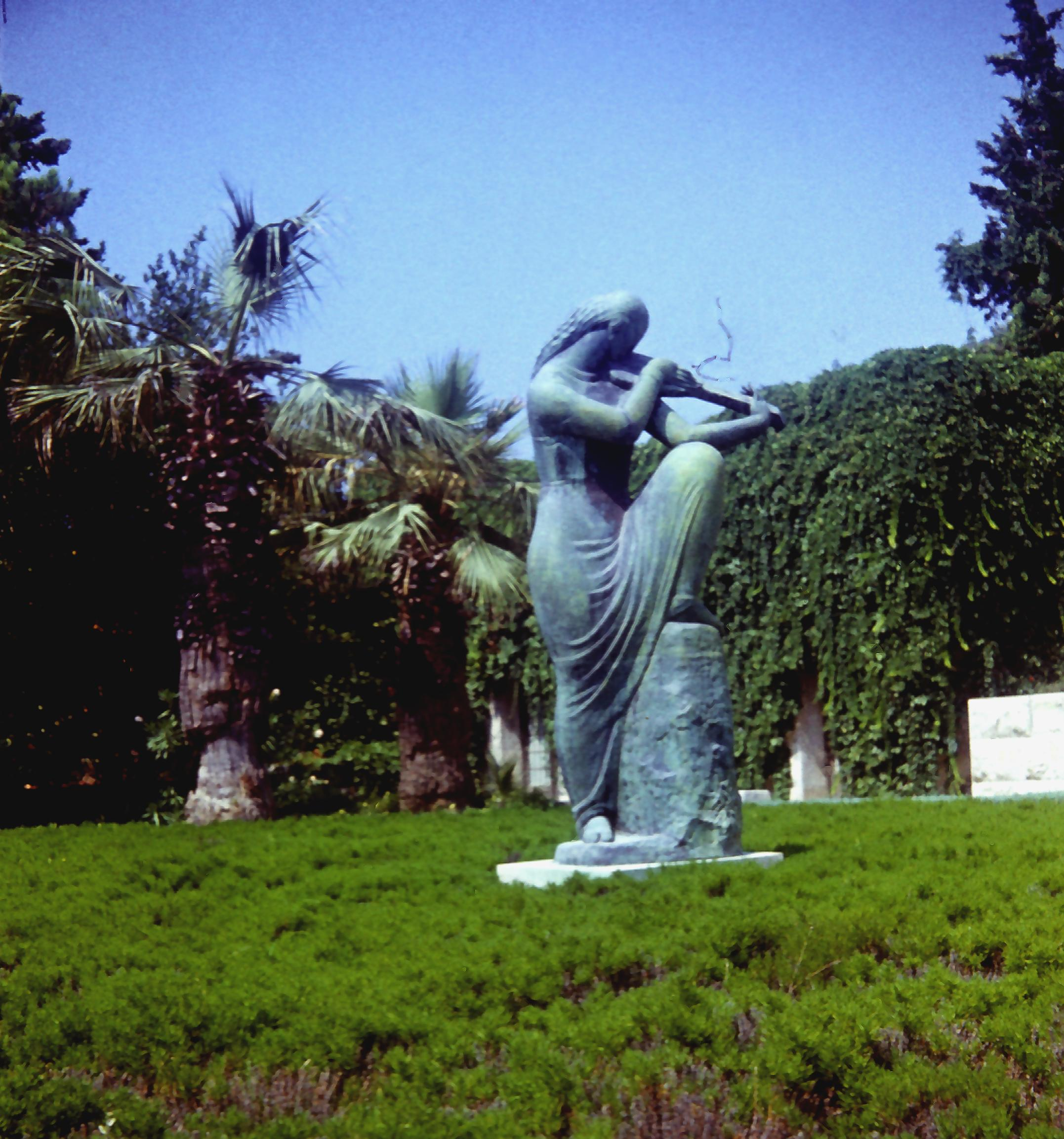
Split: Mestrovic-Galéria parkja

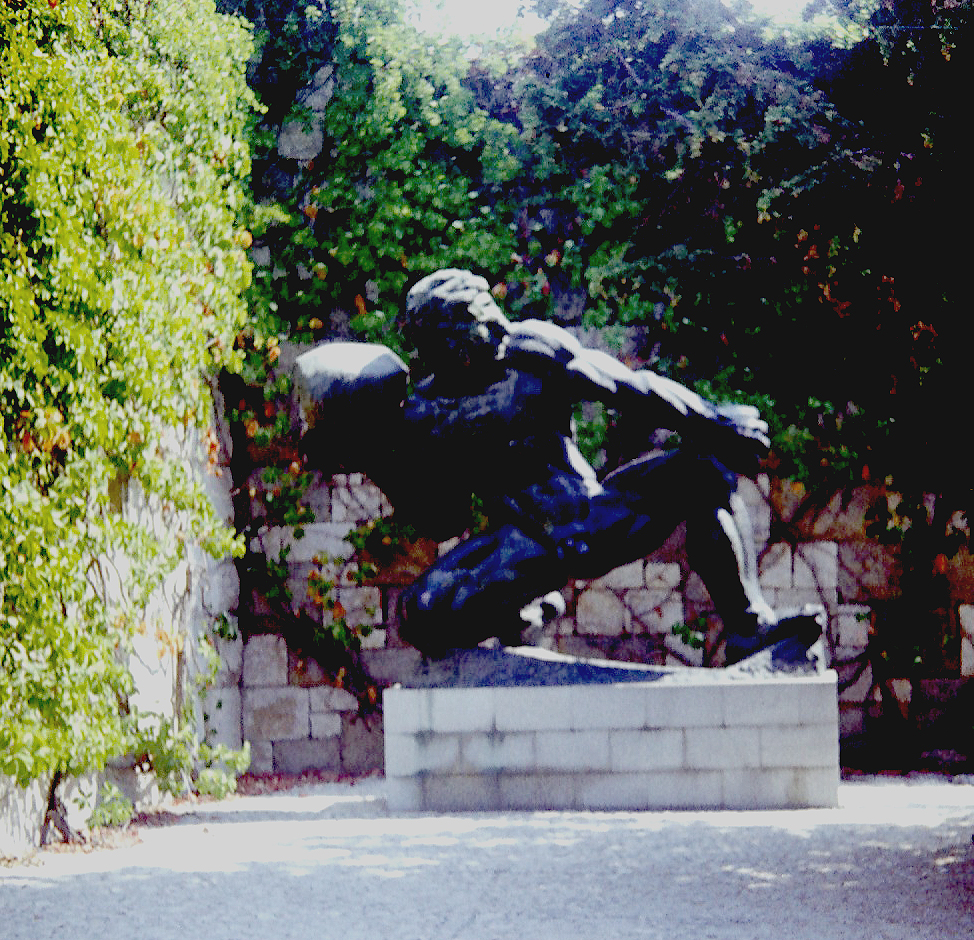
Split: Mestrovic-Galéria parkja

Az első világháború után hazament az újonnan alakult délszláv államba, ahol hamarosan újra nősült. Olga Kesterčanektől – akivel 1922-től Zágrábban élt – négy gyermeke (Marta, Tvrtko, Marija és Mate) született. Később kialakult az a szokásuk, hogy a telet zágrábi házukban, a nyarat pedig a Meštrović által az 1930-as években épített spliti nyaralójukban töltötték. Meštrović először a Zágrábi Művészeti Intézet tanára, majd igazgatója lett. Ebben az időszakban számos épületet, köztük kápolnákat és templomokat épített. 1924-ben New York-ban, 1925-ben pedig Chicagóban állított ki.
Mivel mind az olaszokkal, mind a németekkel konfliktusba került (az előbbiekkel azért, mert ellenezte az olaszok dalmáciai törekvéseit, az utóbbiakkal pedig, mert az 1930-as években visszautasította a Hitlertől jött berlini meghívást), a második világháború során rövid ideig az usztasák börtönébe került. A Vatikán közbenjárásával kijutott Velencébe és Rómába, később pedig Svájcba. Zsidó származású feleségének családja kevésbé volt szerencsés: felesége, Ruža, 1942-ben halt meg. Bátyját, Petart a kommunisták tartották börtönben, ami fokozta a művész levertségét.
Tito Jugoszláviája visszahívta Meštrovićot, de ő elutasította, hogy kommunista államban éljen. 1946-ban elfogadta viszont az amerikai egyesült államokbeli Syracuse-i egyetem ajánlatát.
Dwight Eisenhower elnök 1954-ben személyesen elnökölt azon az ünnepségen, amelyen Meštrović amerikai állampolgárságot kapott. 1955-től a Notre Dame Egyetemen tanított.
Halála előtt utoljára visszatért Jugoszláviába, hogy meglátogassa a kommunisták által bebörtönzött zágrábi érseket, Alojzije Stepinacot, és magát Titót is. Hazája polgárainak kérésére az Egyesült Államokból összesen 59 szobrot küldött Jugoszláviába. Szerte a volt Jugoszláviában állnak szobrai. A legismertebb minden bizonnyal a Belgrád fölé magasodó Kalemegdan erődben lévő gigantikus Győztes című szobor.
1952-ben a horvát népre hagyta horvátországi ingatlanait mintegy 400 szoborral és számos rajzzal. Ezekben a ma galériaként működő ingatlanokban számos alkotását meg lehet tekinteni.
Saját halálát gyermekei megelőzték. Marta lánya – aki az Egyesült Államokba vele költözött – 1949-ben, 24 éves korában elhunyt; a Zágrábban maradt Tvrtko pedig 1961-ben követte. Gyermekei emlékére négy mészkőszobrot készített, míg South Bend-i otthonában néhány hónapra rá őt is utol nem érte a halál. Kívánságának megfelelően az otavicei családi mauzóleumban helyezték örök nyugalomra.

## Munkássága
A Párizsban töltött két év (1908–1910) alatt több mint ötven szobrot készített. A rigómezei (koszovói) csata témája különösen megragadta. Ez a történelmi esemény ihlette – többek között – párizsi Koszovó-emlékmű című alkotását is. Korai munkái közül soknak a témáját ehhez hasonló szláv hősi eseményekből merítette, azzal a céllal, hogy az ausztriai szláv összefogás ügyét támogassa.
A Szerb-Horvát-Szlovén Királyság megalakulása után számos, a bizánci és a gótikus építészet által ihletett, főleg fából készült vallási tárgyú művet készített. Korai korszakából leghíresebb művei a Feszület (Golgotakereszt, Split: Kastelet, az első világháború emlékére) és a Madonna (Pieta, bal oldali kápolna, Zágráb, Szent Márk-templom). Később Michelangelo Buonarroti műveinek hatása alá került, és számos domborművet, aktot és portrét készített.

## Helye a művészettörténetben
Meštrović művészeti, művészettörténeti jelentőségének elemzésekor, illetve alkotásainak a nemzetközi – elsősorban európai – művészetben való elhelyezése kapcsán alapvető jelentőségű az, hogy munkásságának hatvan esztendeje eleve magában hordozza a művészi önfejlődés, eszmei, stiláris és technikai ki- és átalakulást.
Munkásságának a századfordulótól kezdődő hatvan esztendeje mintegy átfogta ezt a rendkívül mozgalmas, forrongó korszakot, amely tudományban, művészetben, irodalomban, az emberek gondolkozásában és a világ történelmében nagyobb változásokat jelentett, mint a korábbi évszázadok lassú fejlődése. A korszak művésze válaszút elé került. Választhatott a racionális művészet útja és az irracionális, „tiszta művészet” abszurdumának útja között – a műalkotás teremtése és a technoid iparművészeti termék létrehozása között. A racionális művészet útját választók a régi korok művészeti örökségének segítségével az emberhez szóló művészet új, modern szellemű megnyilvánítására törekedtek: Aristide Maillol, Antoine Bourdelle, Wilhelm Lehmbruck, George Minne, Ernst Barlach, Giacomo Manzù, Marino Marini – és ezek közé tartozik Meštrović művészete is. Szobraiban lényegében nemzeti, vallásos és általános, humánus eszmények fejeződnek ki, „változó művészi megformálás”-ban.
A szimbolista-impresszionista kezdetek után a szecesszió kedvező talajt jelentett számára a népi-nemzeti eszmény kiteljesedéséhez, tartalmi, formai szempontból és bizonyos mértékig a bizánci hagyománnyal való kapcsolatát is ez indokolja (Koszovó-ciklus). A szecesszióban gyökerező eszmeiségnek áttételesebb, bonyolultabb építészi-szobrászi megnyilatkozása már a korszakhatárt jelző Radic-mauzóleum.
A két világháború egyetemes katasztrófája a hazafias eszményt általános emberivé tágította. Ahogyan a középkori mesterek a biblia dramatizálásába sűrítették az emberrel és sorsával kapcsolatos érzéseiket, úgy vált Meštrović szenvedő Krisztusa is a háború sújtotta emberiség szimbólumává. A Jézus életének reliefjeinek megdöbbentő alkotásai a vallásos tematikán keresztül az emberiség sorsát szimbolizálják. Művészetében ezek az alkotások az expresszív drámaiság csúcspontját, tartalom és forma megvalósult egységét jelentik, bennük Grünewald művészetének megrázó ereje éledt újjá ezekben a korai darabokban. Egyes művészetelemzők felfigyeltek arra, hogy Meštrović munkái szellemében és formájában inkább az archaikus göröghöz áll közel, s inkább az ázsiait, mint az attikait tükrözi. A férfiasság, erőteljesség, a hősök rendkívüli fizikai ereje, a meggyötört Krisztus lelki és testi szenvedése megjelenítésekor „…a szláv művész küldetése összetöri a konvenció kötelékeit, és kivívja az érzések szabad kifejezését…” (C. Brinton).
A két világháború közötti időszak elsősorban az antik szépségeszmény, a klasszikus ideálok felé fordulás kora Meštrovićnál. A megtalált harmóniát, szépséget, a mediterrán szellem győzelmét, a görög-reneszánsz érvényre jutását tükrözik a korszakban született nőalakjai.
A második világháború utáni kor művészetében a kiábrándultság általánossá vált – még élesebben határolódtak el egymástól a különböző tendenciák, racionális és irracionális törekvések. Az idegenben dolgozó Meštrović még fokozottabban érzi mindezeket. Késői korszakának legjobb szobraiban a fájdalom, egyedüllét és rezignáció jut kifejezésre (Perszephoné 1946, Kontempláció 1952, Ember és szabadság 1953). Egy 1953-ból való nyilatkozata jól illusztrálja lelkiállapotát: „Úgy érzem, hogy legjobb szobraim mélyen a kőben nyugszanak, fenn a hegyekben, hol a napfényes csúcsokat bejáró büszke sasok pihennek meg. Én csak a legkülső, napégette és viharszántotta rétegekből vágtam ki szegényes vázlatokat…”
Művészetének csúcsát – kétségtelenül – az expresszionista és a klasszikus korszak jelenti. A késői periódus némi elfáradást, hanyatlást tükröz. De ennek inkább objektív – családi-, társadalmi –, mint szubjektív-művészi okai voltak.
Egy monumentális, és századunkban szinte egyedülálló életmű lenyűgöző arányai bontakoznak ki művészetében, amelyben az egykori otavicei pásztorfiú és spliti kőfaragó mindenkor népe vágyait és törekvéseit fejezte ki, azt közvetítette/közvetíti az egyetemes kultúrközösség számára.

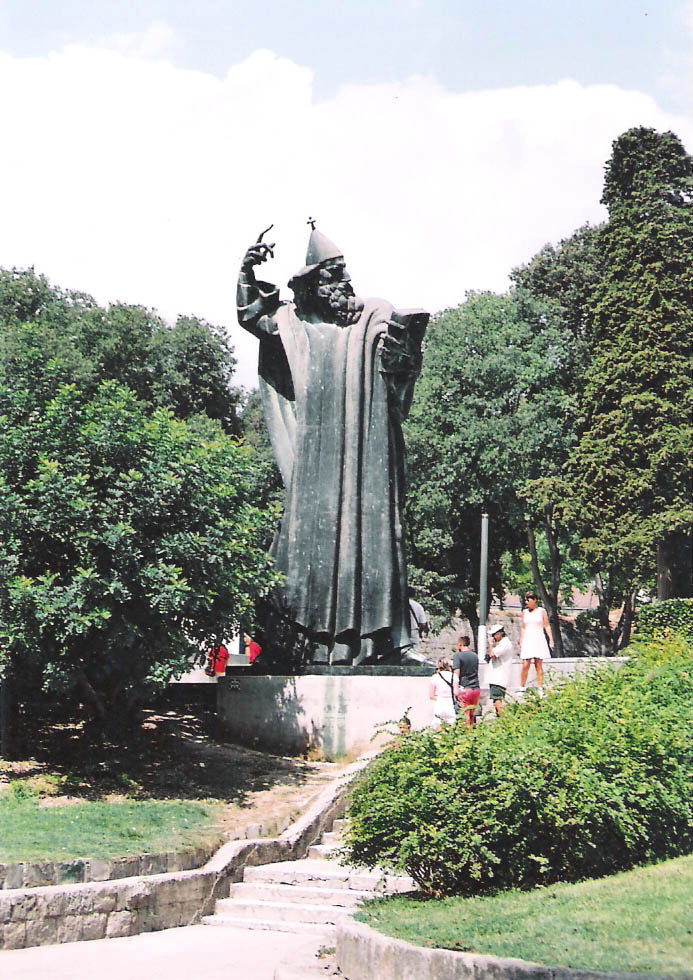
Nini Gergely szobra Splitben

### Legismertebb művei
- Az élet kútja (1905, bronzkút) Zágráb, a Nemzeti Dalszínház előtt)  , ,
- Horvát történelem (1932, márvány) a Zágrábi Egyetem előtt
- Krisztus és Mária Magdolna (1917, fa) Zágráb, Glyptoteka
- Rosa Mestrovic (1915, bronz) Zágráb, Moderna Galerija
- Madonna gyermekkel (1917, fa) Zágráb, Moderna Galerija
- Szt. Lukács evangélista (1929, bronz) Zágráb, Moderna Galerija
- Szt. János evangélista (1929, bronz) Zágráb, Moderna Galerija
- Pietá (1932, bronz) Zágráb, Moderna Galerija
- Leány lanttal (1919, bronz) Zágráb, magántulajdon
- Keresztrefeszítés. Zágráb, Szt. Márk templom: főoltár
- Pieta. Zágráb, Szt. Márk templom (bal oldali kápolna)
- Andrija Medulic költő szobra. Zágráb, Tomislav tér
- Josip Juraj Strossmayer szobra, Zágráb
- Lev Tolsztoj (1902. Gipsz) Split, Galerija Umjetnina
- Kislányfej (1904, bronz) Dubrovnik, Umjetnicka Galerija
- A. Stepinac síremléke, Zágráb
- Anyám (1908, márvány) Belgrád, Narodni Muzej
- A koszovói lány (1907, márvány) Belgrád, Narodni Muzej
- Emlékezés (1908, márvány) Belgrád, Narodni Mezei
- Milos Obilic' (1908, bronz) Belgrád, Narodni Muzej   1. ↑  Archivált másolat. [2016. október 13-i dátummal az eredetiből archiválva]. (Hozzáférés: 2009. január 25.)
  2. ↑  Archivált másolat. [2014. október 24-i dátummal az eredetiből archiválva]. (Hozzáférés: 2009. február 2.)
- Az élet kútja, Drnis, köztér (A zágrábi másolata)
- Svetozar Miletić szobra, Újvidék
- Juraj Dalmatinac szobra, Sibenik (Katedrális-tér)
- Tomiszláv (Beriszló Péter) püspök és horvát bán relief: Trogir, főtéri galéria
- Anyai gond (1918, márvány) Budapest, Szépművészeti Múzeum
- Leány gitárral (1927, márvány) London, Tate Gallery
- Dárdavető indián (1926–1927, bronz) Chicago, Grant Park
- Grgur Ninski (1929, bronz) Split , Porta Aurea) [halott link]
- Marko Marulic (1924, bronz) Split, Tengerészeti Múzeum előtt, Preporod tér
- Marko Kraljevic (1910–1911, bronz) Split, Galerija Mestrovic
- Pietá (1914, bronz) Split, Galerija Mestrovic
- Vestalk (1917, bronz) Split, Galerija Mestrovic
- Boldog angyalok (1916–1917, fa) Split, Galerija Mestrovic
- Szomorú angyalok (1916–1917, fa) Split Galerija Mestrovic
- Jób (1946. Gipsz) Split, Galerija Mestrovic
- Leány hegedűvel (1918, fa) Split, Galerija Mestrovic
- Távoli akkordok (1918–1920, bronz) Split, Galerija Mestrovic
- Leány lanttal (1920 körül, bronz) Split, Galerija Mestrovic
- Kontempláció (1923, márvány) Split, Galerija Mestrovic
- Mózes (1926, bronz) Split, Galerija Mestrovic
- Táncosnő (1924, bronz) Split, Galerija Mestrovic
- Asszony a tengernél (1926, márvány) Split, Galerija Mestrovic
- Az álom (1927, márvány) Split, Galerija Mestrovic
- Pszükhé (1927, márvány) Split, Galerija Mestrovic
- Gyermekét felajánló anya (1927, márvány) Split, Galerija Mestrovic
- Fekvő asszony (1929, bronz) Split, Galerija Mestrovic
- Születés (1931–1932, bronz) Split, Galerija Mestrovic
- Siratás (1931–1932, bronz) Split, Galerija Mestrovic
- Olga Mestrovic (1935, márvány) Split, Galerija Mestrovic
- Önarckép (1936, bronz) Split, Galerija Mestrovic
- Önarckép (1941, bronz) Split, Galerija Mestrovic
- Mate Mestrovic (1941, bronz) Split, Galerija Mestrovic
- Az elhagyott Perszephoné (1946, bronz) Split (és New York), Galerija Mestrovic
- A Mestrovic-kápolna reliefjei (1916–1954, fa) Split, Mestrovic-kápolna
- többek közt: Madonna angyalokkal (1917, fa) Split, Mestrovic-kápolna
- többek közt: A kufárok kiűzése (1918, fa) Split, Mestrovic-kápolna
- Golgotakereszt (1916–1917, fa) Split, Mestrovic-kápolna
- Mila Gojsalic-emlékmű, Omis, Cetina kanyon

### A műveit bemutató galériák
- Moderna Galerija, Zágráb: ,
- Zágráb: Meštrović-Múzeum (Cirill-Metód utca)
- Zágráb: Meštrović Műterem
- Split: Meštrović-Galéria (Mestrovic – korábbi Mose Pijade – sétány)(képek)
- Drnis: Múzeum (Meštrović alkotások)
- Vrpolje: Ivan Meštrović Emlékgaléria

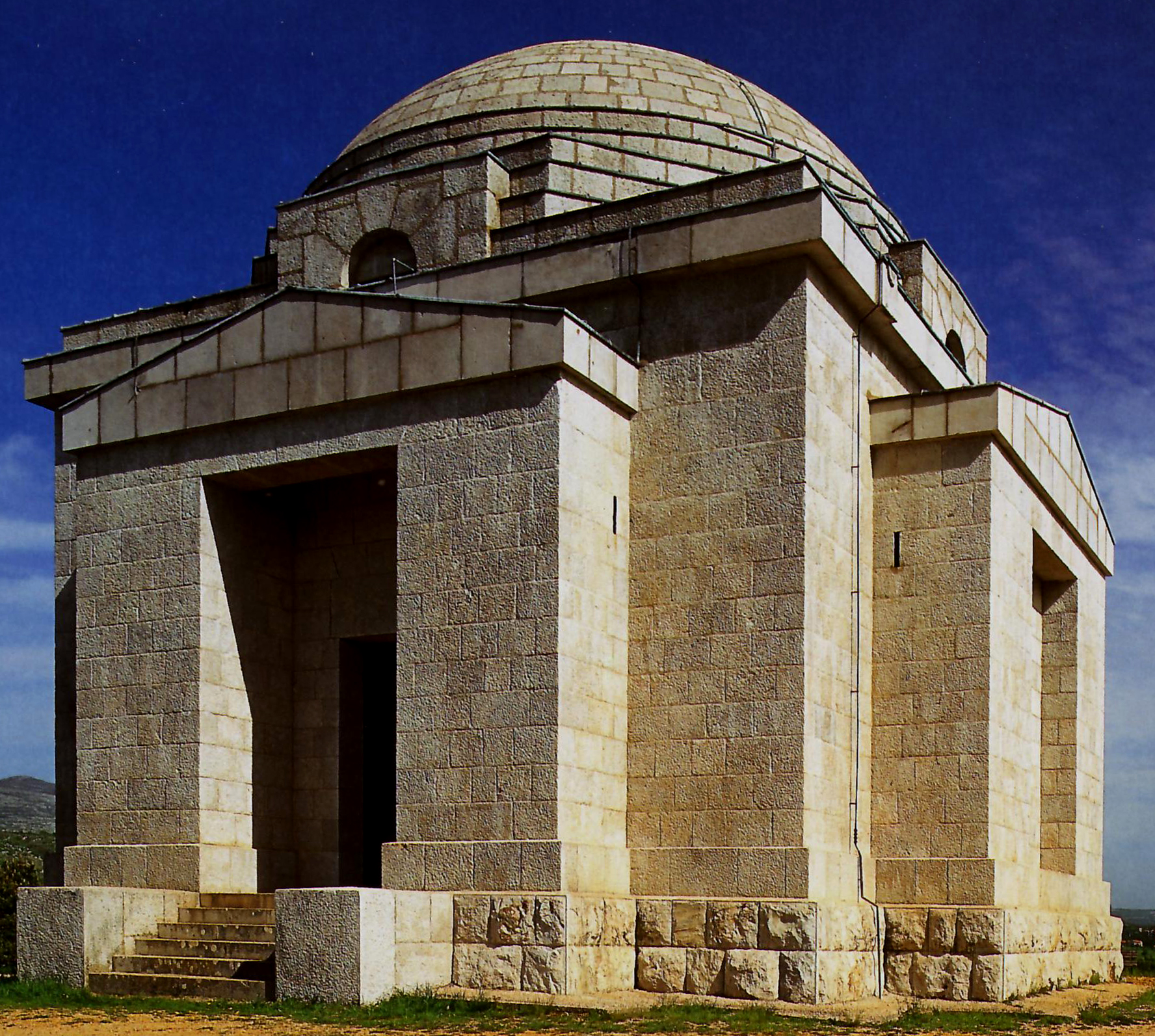
Mauzóleum, Otavice

- Belgrád: Nemzeti Múzeum
- Budapest: Szépművészeti Múzeum

### Emlékművek, emlékhelyek
- Az ismeretlen hős emlékműve, Avala (Belgrád) , ,
- A Franciaország iránti hála emlékműve, Belgrád ,
- A Meštrović család síremléke, Otavice,
- A Radic család síremléke, Cavtat, a város feletti dombocskán , ,
- Njegoš lovćeni mauzóleuma , ,

## Ideiglenes képgaléria
- , ,, [halott link], ,